# Sebastian Armesto
Sebastian Felipe Xavier Fernández-Garcia Armesto (3 juni 1982) is een Brits acteur.

## Biografie
Armesto is een zoon van de historicus Felipe Fernández-Armesto. Hij studeerde af aan de Eton College in Windsor.
Armesto begon in 1994 als jeugdacteur met acteren in de film A Feast at Midnight, waarna hij nog meerdere rollen speelde in films en televisieseries. Zo speelde hij in onder andere The Palace (2008), Pirates of the Caribbean: On Stranger Tides (2011), Star Wars: Episode VII: The Force Awakens (2015) en Broadchurch 2017. Naast het acteren voor televisie is hij ook actief in de landelijke theaters. Armesto schrijft en regisseert ook theatervoorstellingen voor het theatergezelschap Simple 8 in Londen

## Filmografie

### Films
Uitgezonderd korte films.
- 2018 The Mercy - als Nelson Messina
- 2017 Tulip Fever - als Eduart Asmus
- 2016 For Grace - als de filmmaker
- 2015 Star Wars: Episode VII: The Force Awakens - als luitenant Mitaka
- 2015 Coalition - als George Osborne
- 2014 Dead Cat - als Michael
- 2014 Copenhagen - als Jeremy
- 2013 Complicit - als Gareth
- 2011 Anonymous - als Ben Jonson
- 2011 Pirates of the Caribbean: On Stranger Tides - als koning Ferdinand
- 2009 Bright Star - als mr. Haslam
- 2008 Loser's Anonymous - als Edward
- 2007 Bloodmonkey - als Josh Dawson
- 2006 Marie Antoinette - als graaf van Provence
- 2004 Hawking - als Robert Silkin
- 1994 A Feast at Midnight - als Oberoi

### Televisieseries
Uitgezonderd eenmalige gastrollen.
- 2020 Cursed - als koning Uther Pendragon - 9 afl.
- 2019 Gold Digger - als Patrick - 6 afl.
- 2019 Silent Witness - als DI Neil Taramelli - 2 afl.
- 2018 Harlots - als Josiah Hunt - 8 afl.
- 2018 The Terror - als Charles Des Voeux - 9 afl.
- 2017 Broadchurch - als Clive Lucas - 8 afl.
- 2016 Close to the Enemy - als Alex Lombard - 7 afl.
- 2016 Poldark - als Tankard - 7 afl.
- 2016 New Blood - als Louis Wesley - 2 afl.
- 2012 Parade's End - als Ruggles - 2 afl.
- 2008 Little Dorrit - als Edmund Sparkler - 9 afl.
- 2008 The Palace - als prins George - 8 afl.
- 2006 The Impressionists - als kunstcriticus - 2 afl.
- 2006 The Virgin Queen - als Charles Blount - 2 afl.

- Gemeinsame Normdatei: 1061311260
- International Standard Name Identifier: 0000 0003 7104 832X
- Library of Congress Control Number: no2012064335
- Nationale Bibliotheek van Tsjechië: xx0170474
- Système universitaire de documentation: 260273716
- Virtual International Authority File: 250502645
- WorldCat: E39PBJtGWdVX3JfvqKQpq3YF8C